# Lúkino
Lúkino (en rus: Лукино) és un poble de l'óblast d'Arkhànguelsk, a Rússia, segons el cens del 2012 tenia un habitant.